# Euro Winners Cup
L'Euro Winners Cup è una competizione sportiva di beach soccer creata nel 2013 e organizzata dal Beach Soccer Worldwide. Il torneo è riservato alle squadre vincitrici dei rispettivi campionati nazionali oltre a un numero variabile di partecipanti per ogni nazione.

## Albo d'oro
| Stagione | Sede                     | Vincitore (numero vittorie) | Risultato           | Finalista perdente |
| -------- | ------------------------ | --------------------------- | ------------------- | ------------------ |
| 2013     | San Benedetto del Tronto | Lokomotiv Mosca (1)         | 3-0                 | Griffin Kyiv       |
| 2014     | Catania                  | Kristall (1)                | 2-0                 | Milano             |
| 2015     | Catania                  | Kristall (2)                | 6-2                 | Catania            |
| 2016     | Catania                  | Viareggio (1)               | 6-6 (dts) (7-6 dtr) | Artur Music        |
| 2017     | Nazaré                   | Sporting Braga (1)          | 8-5                 | Artur Music        |
| 2018     | Nazaré                   | Sporting Braga (2)          | 3-3 (dts) (5-4 dtr) | Kristall           |
| 2019     | Nazaré                   | Sporting Braga (3)          | 6-0                 | KP Łódź            |
| 2020     | Nazaré                   | Kristall (3)                | 3-3 (dts) (1-0 dtr) | Sporting Braga     |
| 2021     | Nazaré                   | Kristall (4)                | 6-3                 | Sporting Braga     |
| 2022     | Nazaré                   | Casa Benfica (1)            | 3-1                 | Sporting Braga     |
| 2023     | Nazaré                   | Kfar Qassem (1)             | 2-2 (dts) (5-3 dtr) | Pisa               |
| 2024     | Nazaré                   | Sporting Braga (4)          | 5-3                 | Pisa               |
| 2025     | Nazaré                   | Catania (1)                 | 6-1                 | Kfar Qassem        |

## Statistiche

### Club
| Titoli | Squadra         | Anni                   |
| ------ | --------------- | ---------------------- |
| 4      | Kristall        | 2014, 2015, 2020, 2021 |
| 4      | Sporting Braga  | 2017, 2018, 2019, 2024 |
| 1      | Lokomotiv Mosca | 2013                   |
| 1      | Viareggio       | 2016                   |
| 1      | Casa Benfica    | 2022                   |
| 1      | Kfar Qassem     | 2023                   |
| 1      | Catania         | 2025                   |

### Vittorie per nazione
| Titoli | Nazione    | Squadre                              |
| ------ | ---------- | ------------------------------------ |
| 5      | Russia     | Kristall (4), Lokomotiv Mosca (1)    |
| 5      | Portogallo | Sporting Braga (4), Casa Benfica (1) |
| 2      | Italia     | Viareggio (1), Catania (1)           |
| 1      | Israele    | Kfar Qassem (1)                      |